# Art de l'Iran autonome avant les Seljoukides
Rapidement, dans les parties reculées de l'empire Abbasside, le pouvoir s'émiette et passe aux mains des gouverneurs. En Iran, ce sont les Tahirides, les Samanides, les Ghaznavides, les Ghurides qui se disputent le pouvoir. L'art est alors un médium essentiel pour s'affirmer face à son voisin.

## Architecture et urbanisme
De grandes villes sont créées, comme Nichapour et Ghazna. Malheureusement, la brique (cuite et crue), qui constitue le matériau principal en Iran, nous empêche de bien les connaître. Les iwans (salles voûtées ouvertes sur un côté par un grand arc inscrit dans un encadrement rectangulaire) commencent à être utilisés.

### Architecture religieuse
C'est à cette période qu'est débutée la construction de la grande mosquée d'Ispahan, même si elle fut largement modifiée par la suite.

### Architecture funéraire

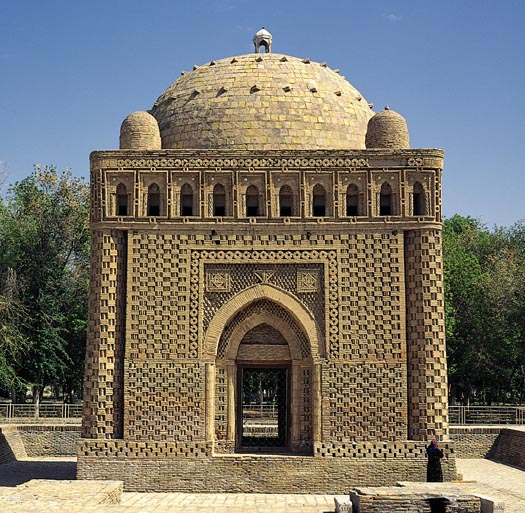
Mausolée des Samanides

C'est à cette période qu'apparaissent les différents types d'architecture funéraire : mausolées sous coupole et tours funéraires. L'exemple le plus connu est le mausolée des Samanides à Bukhara, où se trouve le cénotaphe d'Isma'il le Samanide, un des dirigeants les plus importants de cette dynastie. Il s'agit d'un cube sous coupole en briques d'une dizaine de mètres de côté, ouvert sur ses quatre faces par une porte. Son décor joue principalement sur la disposition des briques.
Un autre monument funéraire intéressant (et sujet à de nombreuses interrogations) est le Gunbad-i Kabus, une tour funéraire de plan étoilé sans décors. Son origine est assez mystérieuse, mais elle pourrait rappeler les rites zoroastriens de dessiccation des cadavres en haut de tours.

## Objets

### Céramique

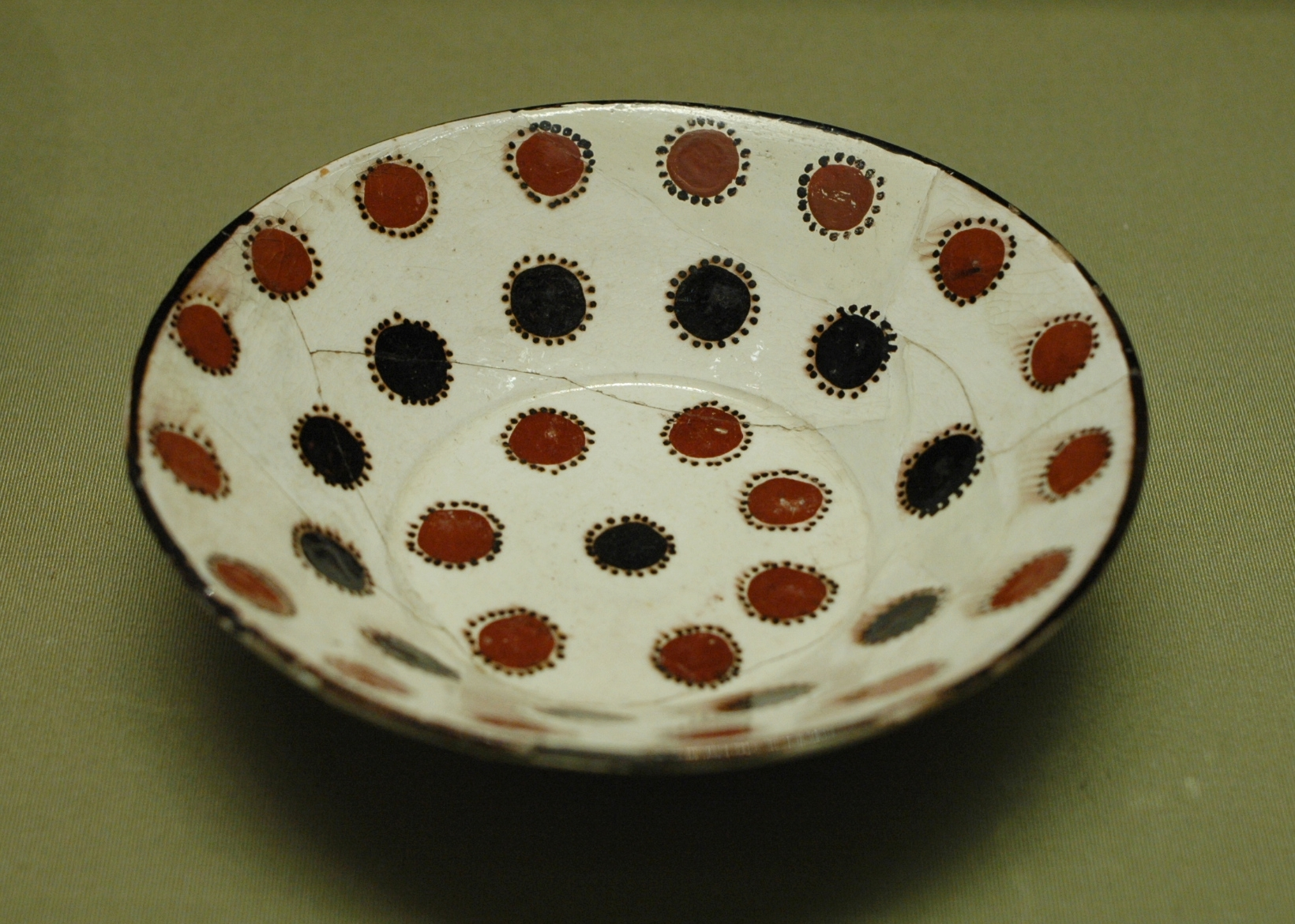
Coupe à décor d'engobes noir et rouge sur engobe blanc, Khorasan, XIe-XIIIe, Louvre

Trois types de décor de céramiques sont à mentionner : le décor kaléidoscopique, le décor jaspé et le décor à l'engobe sur engobe sous glaçure.
Les céramiques à décor kaléidoscopique sont souvent à fond jaune, avec des motifs humains et animaux en noir et vert disposés sur toute la surface des pièces. On constate une horreur du vide : la moindre parcelle de l'objet comporte un décor, et les motifs sont souvent eux-mêmes lourdement décorés ; aucune surface n'est laissée unie.
Le décor jaspé pourrait tirer son origine de la céramique chinoise. Le potier laisse couler différentes glaçures colorées sur la pièce avant de la mettre au four, ce qui produit des marbrures de différentes couleurs (bruns, vert et blanc en particulier). Parfois, la pièce a auparavant été esgraffiée (on a gravé des motifs à sa surface), ce qui enrichit le décor.
Le dernier type est celui du décor d'engobe sur engobe sous glaçure. La céramique, de couleur souvent brune au départ, est tout d'abord entièrement revêtue d'une couche d'argile diluée (de l'engobe) colorée en blanc. Ensuite, les motifs (souvent géométriques ou calligraphiques) sont peints par-dessus avec un engobe noir. Le tout est recouvert d'une glaçure transparente puis porté au four. On obtient donc une pièce blanche avec des décors noirs (parfois du rouge est également employé).

### Autres
L'art du métal rappelle encore très fortement l'art sassanide : les pièces à parois fines présentent un contraste entre surfaces dorées et argentées. On connaît également plusieurs tissus de cette époque.